# Kraftwerk Offensee 1
Das Kraftwerk Offensee 1 ist ein Speicherkraftwerk am Offenseebach in der oberösterreichischen Gemeinde Ebensee am Traunsee. Es wurde von Stern & Hafferl bereits im Jahre 1908 in Betrieb genommen. Zusammen mit dem Kraftwerk Steeg und dem Traunfallwerk, mit denen die Offensee-Kraftwerke durch eine Hochspannungsleitung verbunden waren, bildeten sie die Grundlage für die Elektrifizierung Oberösterreichs. Das Kraftwerk nutzt neben dem Wasser des Offenseebaches, das durch die Steuerung des Seeabflusses des Offensees reguliert werden kann, auch Zuflüsse aus dem benachbarten Gimbachtal. Das Wasser des Offenseebachs wird rund 3 km östlich ausgeleitet und über einen Kanal zum Kraftwerk am Gimbach geleitet. Es werden pro Jahr rund 13,7 GWh an elektrischer Energie erzeugt.